# Izabelin (Zgierz)
Pour les articles homonymes, voir Izabelin.
Izabelin est une localité polonaise de la gmina d'Aleksandrów Łódzki, située dans le powiat de Zgierz en voïvodie de Łódź.